# Adamovsky (huyện)
Huyện Adamovsky (tiếng Nga: ? райо́н) là một huyện hành chính tự quản (raion), của Tỉnh Orenburg, Nga. Huyện có diện tích 6539 km². Trung tâm của huyện đóng ở Adamovka.